# Nordöstliche Hohenloher Ebene
Das FFH-Gebiet Nordöstliche Hohenloher Ebene ist ein im Jahr 2005 durch das Regierungspräsidium Stuttgart nach der Richtlinie 92/43/EWG (Fauna-Flora-Habitat-Richtlinie) gemeldetes Schutzgebiet (Schutzgebietskennung DE-6726-341) im deutschen Bundesland Baden-Württemberg. Mit Verordnung des Regierungspräsidiums Stuttgart zur Festlegung der Gebiete von gemeinschaftlicher Bedeutung vom 30. Oktober 2018 wurde das Schutzgebiet festgelegt.

## Lage
Das 417,4 Hektar große Schutzgebiet gehört zu den Naturräumen 127 – Hohenloher-Haller-Ebene innerhalb der naturräumlichen Haupteinheit 12 – Neckar- und Tauber-Gäuplatten. Es besteht aus sechs Teilgebieten und erstreckt sich über die Markungen von drei Gemeinden im Landkreis Schwäbisch Hall:
- Blaufelden – 4,1738 ha = 1,0 %
- Rot am See – 121,0425 ha = 29,0 %
- Schrozberg – 292,1716 ha = 70,0 %

## Beschreibung und Schutzzweck
Das Schutzgebiet umfasst im Wesentlichen die Laubwaldgebiete der östlichen Hohenloher Ebene, ein ehemaliges Steinbruchgelände und zwei Höhlen.

### Lebensraumklassen
Angaben gemäß Standard-Datenbogen aus dem Amtsblatt der Europäischen Union
|                                                                                        |                                                                                        |  |      |      |
| N10 – Feuchtes und mesophiles Grünland                                                 | N10 – Feuchtes und mesophiles Grünland                                                 |  | 6 %  | 6 %  |
| N15 – Anderes Ackerland                                                                | N15 – Anderes Ackerland                                                                |  | 5 %  | 5 %  |
| N16 – Laubwald                                                                         | N16 – Laubwald                                                                         |  | 50 % | 50 % |
| N17 – Nadelwald                                                                        | N17 – Nadelwald                                                                        |  | 9 %  | 9 %  |
| N19 – Mischwald                                                                        | N19 – Mischwald                                                                        |  | 29 % | 29 % |
| N23 – Sonstiges (einschl. Städte, Dörfer, Straßen, Deponien, Gruben, Industriegebiete) | N23 – Sonstiges (einschl. Städte, Dörfer, Straßen, Deponien, Gruben, Industriegebiete) |  | 1 %  | 1 %  |
|                                                                                        |                                                                                        |  |      |      |

### Lebensraumtypen
Folgende Lebensraumtypen nach Anhang I der FFH-Richtlinie kommen im Gebiet vor:
| EU Code | Lebensraumtyp (offizielle Bezeichnung)                                                                            | Kurzbezeichnung                              | Hektar |
| ------- | --- | -------------------------------------------- | ------ |
| 3150    | Natürliche eutrophe Seen mit einer Vegetation des Magnopotamions oder Hydrocharitions                             | Natürliche nährstoffreiche Seen              | 2,20   |
| 3260    | Flüsse der planaren bis montanen Stufe mit Vegetation des Ranunculion fluitantis und des Callitricho-Batrachion   | Fließgewässer mit flutender Wasservegetation | 0,03   |
| 6430    | Feuchte Hochstaudenfluren der planaren und montanen bis alpinen Stufe                                             | Feuchte Hochstaudenfluren                    | 0,30   |
| 6510    | Magere Flachland-Mähwiesen (Alopecurus pratensis, Sanguisorba officinalis)                                        | Magere Flachland-Mähwiesen                   | 7,10   |
| 8210    | Kalkfelsen mit Felsspaltenvegetation                                                                              | Kalkfelsen mit Felsspaltenvegetation         | 0,20   |
| 8310    | Nicht touristisch erschlossene Höhlen                                                                             | Höhlen und Balmen                            | 0,00   |
| 9130    | Waldmeister-Buchenwald (Asperulo-Fagetum)                                                                         | Waldmeister-Buchenwald                       | 23,60  |
| 9160    | Subatlantischer oder mitteleuropäischer Stieleichenwald oder Sternmieren-Eichen-Hainbuchenwald (Carpinion betuli) | Sternmieren-Eichen-Hainbuchenwald            | 12,40  |
| 91E0    | Auen-Wälder mit Alnus glutinosa und Fraxinus excelsior (Alno-Padion, Alnion incanae, Salicion albae)              | Auenwälder mit Erle, Esche, Weide            | 0,60   |

### Zusammenhängende Schutzgebiete
Das FFH-Gebiet überschneidet sich nicht mit bestehenden Naturschutzgebieten, Landschaftsschutzgebieten oder Vogelschutzgebieten.